# Alberto Ghilardi
Alberto Ghilardi (Roma, 25 d'agost de 1909 - Roma, 30 de juny de 1971 va ser un ciclista italià que fou professional entre 1933 i 1936.
Abans, com a amateur, va prendre part en els Jocs Olímpics de Los Angeles de 1932, en què guanyà la medalla d'or en la prova de persecució per equips, formant equip amb Marco Cimatti, Paolo Pedretti i Nino Borsari.
Com a professional no obtingué cap victòria de renom.